# A Nightmare on Elm Street (2010)
A Nightmare on Elm Street (Brasil: A Hora do Pesadelo / Portugal: Pesadelo em Elm Street) é uma refilmagem do filme de terror estadunidense de mesmo nome, escrito por Wesley Strick e Eric Heisserer, com os personagens originais de Wes Craven. O remake é dirigido pelo estreante Samuel Bayer e produzido por Michael Bay, Andrew Form e Brad Fuller.
O filme estrela Jackie Earle Haley como Freddy Krueger. O filme saiu com o seguinte lema: Welcome to Your New Nightmare, no Brasil "Bem-vindo ao Seu Novo Pesadelo".

## Produção

### Desenvolvimento
Em 29 de janeiro de 2008, a Variety informou que Michael Bay e a Platinum Dunes empresa de produção iria reiniciar a franquia Nightmare on Elm Street com um remake do filme original de 1984. Em uma entrevista, o produtor Brad Fuller inicialmente explicou que eles estavam seguindo a mesma linha que eles fizeram com o remake de Friday the 13th, abandonando as coisas que fizeram a antagonista do personagem menos assustador do filme, Freddy Krueger, não estaria "contando piadas ", como havia se tornado um grampo de seu personagem em filmes e posteriormente, se concentrando mais na tentativa de criar um" filme de horror ". Fuller expressa como todo mundo no estúdio amou o conceito de ser morto se você adormecer. O produtor afirmou que o filme seria um remake do filme de 1984, mas esclareceu que eles seriam empréstimos certas mortes dos personagens e sequências de sonho de toda a série Nightmare.

## Elenco
- Jackie Earle Haley como Freddy Krueger
- Rooney Mara como Nancy Holbrook
- Katie Cassidy como Kris Fowles
- Kyle Gallner como Quentin
- Thomas Dekker como Jesse
- Clancy Brown como Alan
- Kellan Lutz como Dean
- Connie Britton como Gwen Holbrook
- Lia D. Mortensen como Nora Fowles
- Judith Hoag como Residente
- Anna Hagopian como Mãe de Jesse
- Shirin Caiola como Paciente (não creditado)
- Andrew Fiscella como Acor
- Carissa Casula como Assistente de Funeral

## Recepção
O Metacritic, que usa uma média ponderada, atribuiu ao filme uma pontuação de 35 em 100, baseado em 25 críticos, indicando críticas "geralmente desfavoráveis".